# HD 83446
HD 83446，又名CD-48 4836，SAO 221344、HR 3836，是一颗恒星，视星等为4.35，位于銀經273.64，銀緯2.12，其B1900.0坐标为赤經9h 33m 14.8s，赤緯-48° 2.12′ 24″。